# Brown of Harvard

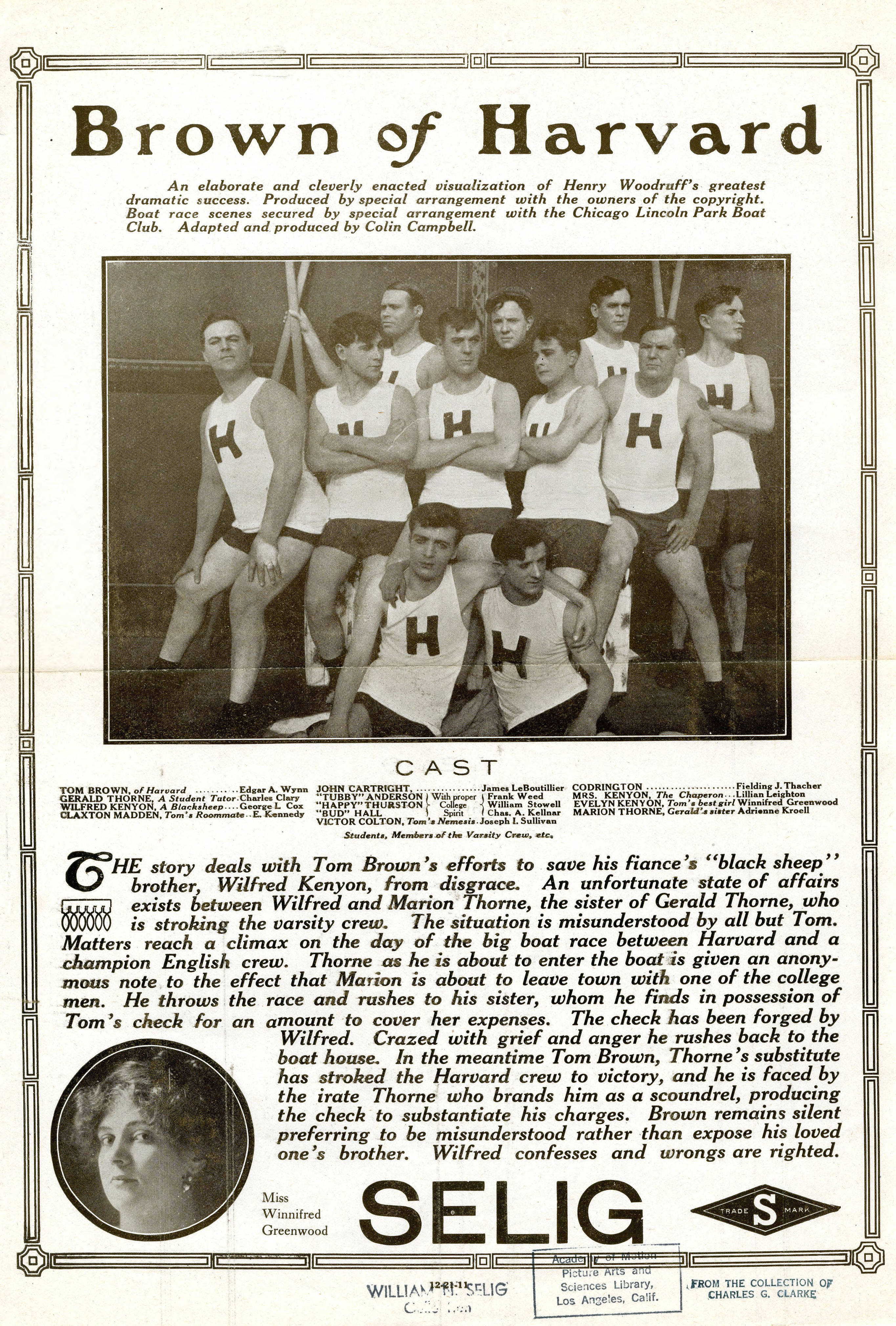
Brownofharvard-flier-1911

Brown of Harvard é um filme mudo produzido nos Estados Unidos, dirigido por Colin Campbell e lançado em 1911. Foi o primeiro filme de Edgar Kennedy.
É baseado na peça teatral Brown of Harvard, de Rida Johnson Young.